# Флавий Хипаций
Флавий Хипаций (на латински: Flavius Hypatius; на гръцки: Ὑπάτιος; † 19 януари 532 г., Константинопол) е сенатор на Източната Римска империя и племенник на император Анастасий I. Той е провъзгласен по времето на Ника-въстанието за геген-император.
През 500 г. той е консул заедно с Флавий Патриций. През 502 г. избухва войната със сасанидите. През 503 г. той е генерал в римската войска, която тръгва против сасанидите. Походът е неуспешен и го извикват обратно. Когато бездетният му чичо през 518 г. умира, Хипаций не е в Константинопол и затова не играе роля в разрешаването на наследството. При новия император Юстин I получава високи постове, през 525 г. е magister militum per Orientem. През 527 г. при новия император Юстиниан I patricius Хипаций остава един от най-влиятелните мъже на империята. През януари 532 г. по време на Ника-размириците той е провъзгласен от бунтовниците в Константинопол за геген – император. Когато отива с привържениците си в Хиподрума императорските войски нападат Цирка и правят голямо клане. Арестуват Хипаций заедно с брат му Помпей и на 19 януари ги убиват, труповете им хвърлят в морето.